# Ігнас Гашка
Ігнас Гашка (лит. Ignas (Ionovič) Gaška; 2 жовтня 1891 — 6 квітня 1973) — литовський радянський державний і партійний діяч. Міністр закордонних справ Литовської РСР (1949—1959).

## Життєпис
У 1927 році обраний членом ЦК і Політбюро Компартії Литви. З 1940 року — директор Державного видавництва в Литві. У радянський період очолював Управління видавництв і поліграфічної промисловості, потім, з 1949 по 1959 рік, був міністром закордонних справ Литовської РСР. Член ЦК Компартії Литви в 1949—1960 роках.
У 1909-1912 вчився приватно в Мінтаві, закінчив 4 класи гімназії. У 1915-1918 викладав у початкових школах повітів Біржай та Шауляй. У 1918-1940 Був членом ЛКП, згодом членом КПРС. У 1919 році був лідером збройної комуністичної групи, яка боролася проти литовського влади. Приєднався до Червоної армії, її політичного штабу і разом з нею покинув Литву.
У квітні 1920 року відправлений до Литви з нелегальною комуністичною діяльністю в Каунасі, Шауляй. У 1923-1927 та 1930-1933 роках ув'язнений за антидержавну діяльність. У 1926-1927 був лідером організацій LCP Mažeikiai та Panevėžys. У 1928-1930 роках навчався в Московському державному училищі. Деякий час він був членом ЦК ЛКП, Секретаріату ЦК та Політичного бюро. У періодичних виданнях 1921-1922 років представник робітників, у 1930 році редактор. У 1935-1936 керівник литовського відділу видавництва іноземних робітників у Москві.
Після першої радянської окупації Литви у 1941-1942 роках у Каунасі. У липні - листопаді 1944 року Директор державного видавництва ЛРСР у Москві. У 1944-1949 Голова правління видавничої та поліграфічної промисловості ЛРСР при МС ЛРСР. У 1949-1959 Міністр закордонних справ ЛРСР. У 1949-1960 Член ЦК ЛКП. У 1947-1963 роки Депутат Верховної Ради Литовської РСР.